# Gandanameno purcelli
Gandanameno purcelli is een spinnensoort uit de familie van de fluweelspinnen (Eresidae).
De wetenschappelijke naam van de soort werd in 1920 als Eresus purcelli gepubliceerd door Richard William Ethelbert Tucker.